# Цибулівська волость (Балтський повіт)
Гармацька (Цибулівська) волость — історична адміністративно-територіальна одиниця Балтського повіту Подільської губернії Російської імперії. Волосний центр — село Цибулівка.
Станом на 1885 рік складалася з 9 поселень, 9 сільських громад. Населення — 4909 осіб (2471 чоловічої статі та 2438 — жіночої), 851 дворових господарств.
|                     | Площа, десятин | У тому числі орної, дес. |
| ------------------- | -------------- | ------------------------ |
| Сільських громад    | 9603           | 5017                     |
| Приватної власності | 18176          | 6419                     |
| Казенної власності  |                |                          |
| Іншої власності     | 511            | 351                      |
| Загалом             | 28290          | 11787                    |

Поселення:
- Олексіївка
- Ботушани
- Гармацьке
  - Красний Кут
- Дойбани
- Дубове
  - Дубова Слобідка
- Жура
- Журка
- Михалівка
- Степанівка
- Цибулівка
- Цибулівські Одаї
- Цеханівка
- Ягорлик (містечко)